# San Diego Comic-Con
San Diego Comic-Con Internacional é uma convenção multi-gênero de entretenimento realizada anualmente em San Diego, Califórnia, Estados Unidos. Foi fundada em 1970 como a convenção do Golden State Comic Book Convention por um grupo de locais; mais tarde, foi chamada de San Diego Comic Book Convention. O nome oficial do evento é Comic-Con International: San Diego; mas a convenção é mais conhecida simplesmente como Comic-Con ou San Diego Comic-Con(SDCC). É um evento de quatro dias (quinta-feira a domingo) realizado durante o verão no San Diego Convention Center. Na quarta-feira à noite antes da abertura oficial do evento, há uma pré-visualização para profissionais, expositores e convidados selecionados pré-registrados para os quatro dias.
A Comic-Con International também produz outras duas convenções, a WonderCon, realizada em Los Angeles, e a Alternative Press Expo (APE), realizada em San Francisco. Desde 1974, a Comic-Con concede o Prêmio Inkpot anualmente aos convidados, bem como aos membros da diretoria da Comic-Con e do comitê da Convenção. É também a casa dos prêmios de Will Eisner.
A convenção desde então incluiu uma gama maior de cultura pop e elementos de entretenimento de praticamente todos os gêneros, como horror, animação, anime, mangá, brinquedos, jogos de cartas colecionáveis, jogos de vídeo, webcomics e romances de fantasia. De acordo com  Forbes, a convenção é a "maior convenção de seu tipo no mundo;" Publishers Weekly wrote "Comic-Con International: San Diego is the largest show in North America;" a Publishers Weekly escreveu que a "Comic-Con Internacional: San Diego é o maior espetáculo na América do Norte" e também a maior convenção realizada em San Diego. Em 2010, 130.000 pessoas participaram do evento.

## História

### Fundação

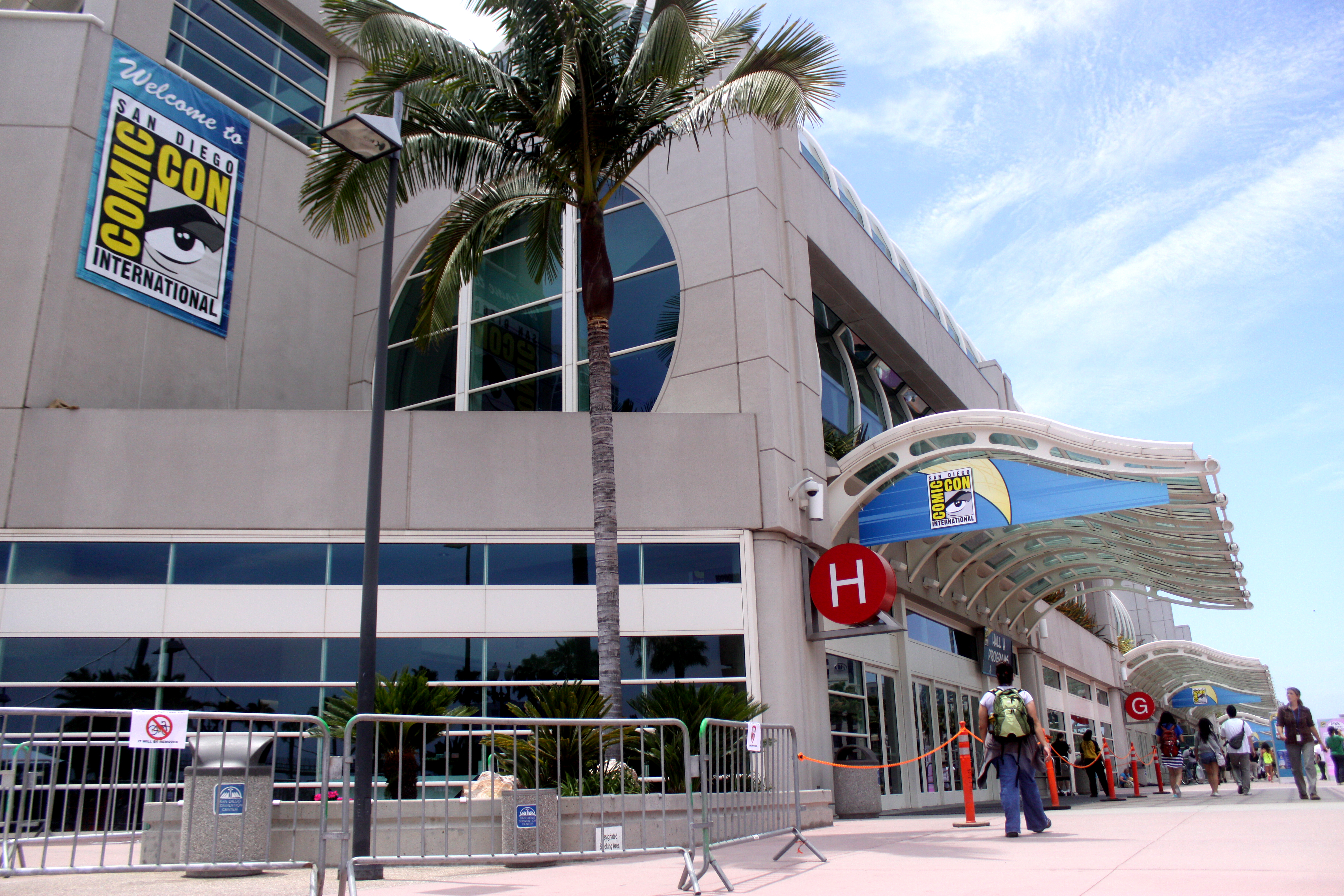
San Diego Convention Center durante a Comic-Con

A convenção foi fundada em 1970 por Shel Dorf, Richard Alf, Ken Krueger, Mike Towry, Barry Alfonso, Bob Sourk e Greg Bear. Dorf, que é fã de quadrinhos, montou em meados dos anos 1960 o Detroit Triple-Fan Fairs, uma das primeiras convenções de fãs de quadrinhos comerciais. Quando se mudou para San Diego, na Califórnia, em 1970, ele organizou uma convenção de um dia (a Golden State Comic-Minicon) em 21 de março de 1970. Dorf passou a ser associado à convenção como presidente ou gerente, de forma diversa, por anos até ficar distante da organização. Alf co-presidiu a primeira convenção com Krueger e tornou-se presidente em 1971.
Após o evento inicial, a primeira convenção de três dias de Dorf em San Diego, a Comic-Con de Golden State, atraiu 300 pessoas e foi realizada no US Grant Hotel de 1 a 3 de agosto de 1970. Outros locais nos anos seguintes da convenção incluíram o hotel de El Cortez, a Universidade da Califórnia em San Diego e o Salão Dourado, antes de ser movido para o San Diego Convention Center em 1991. Richard Alf, presidente em 1971, observou que um dos fatores iniciais no crescimento da convenção foi um esforço para "expandir a base de comitês da Comic-Con, trabalhando em rede com outros grupos como a Society for Creative Anachronism e a Mythopoeic Society, entre outros (encontramos muito talento e força através da diversidade)". No final da década de 1970, o evento tinha crescido e se consolidado.
A convenção é organizada por um painel de 13 membros do conselho, 16 a 20 trabalhadores a tempo integral e parcial, e 80 voluntários que ajudam via comitês. A Comic-Con International é uma organização sem fins lucrativos e os rendimentos do evento são para financiá-lo, assim como a  Alternative Press Expo (APE) e a WonderCon. O logotipo da convenção foi projetado por Richard Bruning e Josh Beatman em 1995. Em 2015, em parceria com a Lionsgate, um canal de vídeo foi criado para hospedar conteúdo relacionado com a Comic-Con. A convenção tem um impacto econômico regional anual de 162,8 milhões de dólares, com um impacto econômico de 180 milhões de dólares em 2011.